# Баяраагийн Наранбаатар
Баяраагийн Наранбаатар (монг. Баяраагийн Наранбаатар; род. 11 марта 1980, Улан-Батор, Монголия) — монгольский борец вольного стиля, призёр чемпионатов мира и победитель международных турниров.
Баяраагийн участвовал в соревнованиях по вольной мужской категории до 55 кг на летних Олимпийских играх 2004 года, где занял 20 место. Нараанбаатар победил Бабака Нурзада из Ирана, но проиграл кореянке Ким Хё Суб и выбыл из соревнований.
Стал победителем в соревнованиях по вольной борьбе среди мужчин до 55 кг на летней Универсиаде 2005 года.
Наранбаатар завоевал серебряную медаль на чемпионате мира по борьбе 2007 года и бронзу на чемпионате мира по борьбе 2005 года.